# 1997 SW33
1997 SW33 är en asteroid i huvudbältet som upptäcktes den 17 september 1997 av Beijing Schmidt CCD Asteroid Program vid Xinglong-observatoriet.
Asteroiden har en diameter på ungefär 12 kilometer.